# Isorno
Isorno is een voormalige gemeente in het Zwitserse kanton Ticino en maakt deel uit van het district Locarno.

## Geschiedenis
De gemeente ontstond in 2001 uit de samenvoeging van de voormalige gemeenten Auressio, Berzona en Loco en ging op 10 april 2016 samen met de gemeenten Gresso, Mosogno en Vergeletto op in de gemeente Onsernone.